# 濱村進
濱村 進（はまむら すすむ、1975年〈昭和50年〉9月30日 - ）は、日本の政治家。
農林水産大臣政務官（第4次安倍第1次改造内閣）、衆議院議員（3期）などを歴任。

## 経歴
1975年、岡山県倉敷市で生まれ、その後、大阪府堺市育ち、1988年、堺市立西陶器小学校を卒業。1991年、堺市立平井中学校を卒業。1994年、関西創価高等学校を卒業。
2000年、関西学院大学総合政策学部を卒業。学士（総合政策）の学位を取得。同年10月、野村総合研究所に入社。2012年10月、野村総合研究所を退職。同年11月、公明党青年局次長兼公明党関西青年会議副議長に就任。同年12月、第46回衆議院議員総選挙比例近畿ブロックに公明党から単独4位で初当選。
2014年12月、第47回衆議院議員総選挙比例近畿ブロックに公明党から単独4位で再選（2期）。2017年10月、第48回衆議院議員総選挙比例近畿ブロックに公明党から単独3位で再選（3期）。2021年10月、第49回衆議院議員総選挙比例近畿ブロックに公明党から単独4位で立候補したが落選。

## 役職

### 公明党
- 国会対策副委員長
- 青年委員会副委員長
- NPO局長

### 衆議院
- 農林水産委員会理事
- 予算委員会委員
- 災害対策特別委員会理事
- 地方創生に関する特別委員会委員

## 政策
- 憲法改正と集団的自衛権の行使に賛成。
- 軽減税率の導入に賛成。
- 女性が活躍する社会の実現のために、長時間労働を廃止し、適正な時間で付加価値を得ていくことが重要と考える。[6]

## 人物
- 家族構成：妻、2女[7]
- 好きなスポーツ：ラグビー（関東社会人2部で32歳までプレー）[7]
- 心に残る書物：星々の悲しみ（宮本輝・著）[7]
- 尊敬する人：宿沢広朗（元ラグビー日本代表監督）[7]
- 好きな食べ物：カレーライス、焼き肉[7]
- ITストラテジスト（国家資格）取得[7]